# آبشار آداهای
آبشار آداهای (به انگلیسی: Ada-Hi Falls) آبشاری است که در جورجیا، ایالات متحده آمریکا واقع شده و ارتفاع کلی ریزشگاه آن ۳۵ فوت (۱۱ متر) است.